# 白井カイウ
白井 カイウ（しらい カイウ）は、日本の漫画家・漫画原作者。岐阜県岐阜市出身。

## 来歴
大学卒業後、一般企業に就職したが退職。プロ漫画家を志望し漫画投稿を始めた。
2015年、ネット漫画サイト『少年ジャンプ+』（集英社）にて読切作品『アシュリー=ゲートの行方』（作画Rickey）の原作者担当としてプロデビューを果たした。また、作画担当の出水ぽすかと手を組み2016年2月、同サイトにて二作目の読切作品となる『ポピィの願い』を発表した。
その後アマチュア時代に書き溜めたものを元に連載作品を作り上げ、『約束のネバーランド』（作画：出水ぽすか）を『週刊少年ジャンプ』2016年35号から2020年28号まで連載した。
2021年9月3日、出水ぽすかとコンビを組んだ作品を収録した『白井カイウ×出水ぽすか短編集』を刊行。

## 作品リスト

### 連載
- 約束のネバーランド（作画：出水ぽすか、『週刊少年ジャンプ』2016年35号 - 2020年28号）

### 読切
- アシュリー＝ゲートの行方（作画：Rickey、『少年ジャンプ+』、2015年6月21日[3]）
- ポピィの願い（作画：出水ぽすか、『少年ジャンプ+』、2016年2月18日[4]）
- 心霊写真師 鴻野三郎（作画：出水ぽすか、『週刊少年ジャンプ』2020年36・37合併号[5]）
- Dreams Come True（作画：出水ぽすか、『約束のネバーランド』展覧会「連載完結記念 約束のネバーランド展」公開、2020年12月10日[6]） - 『約束のネバーランド』完結後を描いた番外編
- We Were Born（作画：出水ぽすか、『週刊少年ジャンプ』2021年5・6合併号[7]） - 『約束のネバーランド』の原点となった短編[7]
- DC3（作画：出水ぽすか、『週刊少年ジャンプ』2021年35号[8]）
- 首化粧（作画：浜田志紀、『週刊少年ジャンプ』2024年6・7合併号[9]）
- APPLE（作画：天野洋一、『週刊少年ジャンプ』2025年2号[10]）

### 書籍
連載作品は同項目を参照。
- 『白井カイウ×出水ぽすか短編集』ジャンプ・コミックス（2021年9月3日発売[11]）、ISBN 978-4-08-882781-0
  - 読切作品「ポピィの願い」「心霊写真師 鴻野三郎」「Dreams Come True」「We Were Born」「DC3」および書き下ろし「タカシとポピィ」を収録[2]

## 受賞歴
- 2016年、「漫道コバヤシ漫画大賞2016」期待の新連載賞　- 『約束のネバーランド』[12]
- 2017年、第3回次にくるマンガ大賞コミックス部門2位 - 『約束のネバーランド』[13]
- 2017年、宝島社『このマンガがすごい! 2018』オトコ版1位　- 『約束のネバーランド』
- 2017年（平成29年）度、第63回小学館漫画賞 受賞 - 『約束のネバーランド』[14]
- 2017年、「マンガ新聞大賞2017」大賞　- 『約束のネバーランド』[15]
- 2018年、「漫道コバヤシ漫画大賞2017」グランプリ　- 『約束のネバーランド』[16]

## インタビュー
- 2017年2月 週プレNEWS 前編「話題の異色作『約束のネバーランド』著者が語る 「300ページの持込みからデビューまで」」[1]
- 2017年2月 週プレNEWS 後編「ジャンプらしくないと大反響！ 『約束のネバーランド』著者が「“約束”という言葉の意味がわかるまで打ち切りにならないように（笑）」」[17]
- 2018年1月 このマンガがすごい!WEB 「【『このマンガがすごい！2018』オトコ編 堂々第1位!!】白井カイウ（原作）×出水ぽすか（作画）『約束のネバーランド』【インタビュー】「漫画家になろうと思ったことはない!?」　影響を受けた漫画家は、◯井先生!?　衝撃の事実続出、2人のまんが道!!!」[18]